# Arkansas
Arkansas (phát âm trong tiếng Anh bằng chữ IPA: /ˈɑ(r)k(ə)nˌsɑː/ hay /ˈɑ(r)k(ə)nˌsɔ/; thường được phát âm trong tiếng Việt như A-can-xò) là tiểu bang Hoa Kỳ thuộc về miền nam Hoa Kỳ.
Đây là nơi sinh của Tổng thống Bill Clinton (tại Hope).

## Địa lý
Thủ phủ Arkansas là Little Rock. Arkansas là tiểu bang duy nhất của Hoa Kỳ mà có kim cương tự nhiên (gần Murfreesboro). Do đó, đồng quarter Mỹ đặc biệt của Arkansas có một chiếc kim cương trên mặt trái (có chung quanh thân gạo và một con vịt trời bay trên hồ).
Biên giới phía đông của Arkansas là sông Mississippi, trừ ở hai quận Clay và Greene, ở đấy sông Saint Francis là biên giới phía tây của "Gót giày ống Missouri". Arkansas bên cạnh Louisiana về phía nam, Missouri về phía bắc, Tennessee và Mississippi về phía đông, và Texas và Oklahoma về phía tây. Arkansas là miền đẹp có nhiều núi và thung lũng, rừng rậm, và đồng bằng tốt. Miền Tây Bắc Arkansas là một phần của Cao nguyên Ozark, bao gồm dãy núi Boston; vào miền nam có dãy núi Ouachita. Những vùng này được chia theo sông Arkansas; những vùng đông và nam của Arkansas được gọi Vùng đất thấp.
Cái gọi là "Vùng đất thấp" được gọi nhiều hơn là Châu thổ và Đại Đồng cỏ. Những đất theo sông Mississippi được gọi là "Châu thổ" của Arkansas, bắt nguồn từ những đất bồi tốt do sông Mississippi làm lụt. Đại Đồng cỏ xa sông Mississippi tí ở phần đông nam của tiểu bang và phần nhiều là đất nhấp nhô ở phần đó. Cả hai là khu vực nông nghiệp tốt và trồng phần lớn nông nghiệp của tiểu bang này.
Arkansas có nhiều hang, ví dụ như Hang Blanchard Springs (tiếng Anh: Blanchard Springs Caverns).
Arkansas có nhiều khu vực được Dịch vụ Vườn Quốc gia bảo vệ. Các vùng này bao gồm:
- Đài kỷ niệm Quốc gia Trạm Arkansas (Arkansas Post National Memorial) tại Gillett
- Sông Quốc gia Buffalo
- Khu lưu niệm Quốc gia Fort Smith
- Công viên Quốc gia Hot Springs
- Khu lưu niệm Quốc gia Trường trung học Trung ương Little Rock
- Công viên Quân sự Quốc gia Pea Ridge

Đường lịch sử Quốc gia Đường Nước mắt cũng chạy qua Arkansas.

### Các thành phố quan trọng

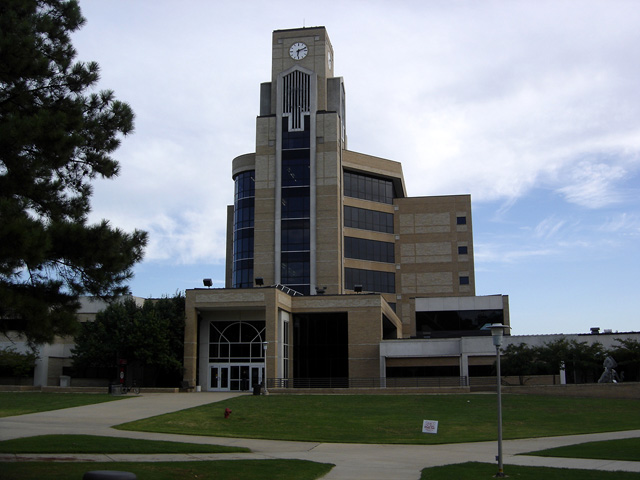
Đại học Tiểu bang Arkansas tại Jonesboro

Dân số đến năm 2000
| - Arkadelphia - Batesville - Bella Vista - Benton - Bentonville - Blytheville - Bryant - Cabot - Camden - Conway - El Dorado - Eureka Springs - Fayetteville - Thành phố Forrest - Fort Smith (80.268) - Harrison - Hope - Hot Springs - Jacksonville - Jonesboro - Little Rock - Lonoke | - Magnolia - Maumelle - Monticello - Mountain Home - Bắc Little Rock (60.433) - Paragould - Pine Bluff - Pocahontas - Pottsville - Rector - Rogers - Russellville - Searcy - Sherwood - Smackover - Springdale - Siloam Springs - Texarkana - Van Buren - Tây Helena - Tây Memphis |

## Lịch sử
Các nhà thám hiểm Pháp đầu tiên đặt tên này cho tiểu bang, chắc là cách đánh vần ngữ âm của tiếng Pháp của người "về phía cửa sông", chỉ đến người Quapaw và sông mà họ ở bên cạnh. Các dân tộc thổ dân kia ngày xưa ở Arkansas ngày nay là người Caddo, Cherokee, và Osage.
Ngày 15 tháng 6 năm 1836, Arkansas được trở thành tiểu bang thứ 25 của Hoa Kỳ như một tiểu bang chiếm hữu nô lệ. Arkansas từ chối gia nhập các Tiểu bang Liên minh Hoa Kỳ đến sau khi Abraham Lincoln huy động quân đội tấn công Nam Carolina. Nó rút ra khỏi Liên bang ngày 6 tháng 5 năm 1861. Nhiều trận đánh nhỏ xảy ra ở tiểu bang này trong Nội chiến Mỹ. Theo Đạo luật Tái xây dựng Quận sự, Quốc hội nhận lại Arkansas vào Liên bang vào tháng 6 năm 1868.
Vào năm 1881, cơ quan lập pháp tiểu bang Arkansas ban hành một dự luật nhận "arkansaw" (cách phát âm tiếng Anh của "a-can-xò") là cách phát âm chính thức của tên tiểu bang – lưu ý là âm tiết cuối không được phát âm như "sas" hay "xat".

## Nhân khẩu
Vào năm 2005, Arkansas có số dân ước lượng là 2.779.154 người, đó 29.154 người hay 1,1% hơn năm trước và là 105.756 người hay 4,0% hơn năm 2000. Con số này bao gồm 52.214 người hơn kỳ thống kê dân số trước vì lý do tự nhiên (tức là 198.800 người sinh trừ 146.586 người mất) và thực số 57.611 người hơn do di trú. Sự di trú từ bên ngoài Hoa Kỳ làm số dân tăng lên 21.947 người, và di trú ở trong nước làm dân số tăng lên 35.664 người. Có ước lượng là vào khoảng 48,8% của dân cư là nam và 51,2% là nữ.
Theo chủng tộc, Arkansas có:
- 78,6% là người da trắng
- 15,7% là người da đen hay Mỹ gốc Phi
- 3,2% là người Hispanic
- 0,8% là người Á Châu
- 0,7% là người Mỹ da đỏ
- 1,3% là người lai

Năm gốc dòng họ phổ biến nhất trong tiểu bang là người Mỹ (15,9%), người Mỹ đen (15,7%), người Mỹ gốc Ireland (9,5%), người Mỹ gốc Đức (9,3%), và người Mỹ gốc Anh (7,9%).
Những người có gốc Mỹ có số lượng cao ở miền tây bắc Ozark và miền trung của tiểu bang. Những người da đen sống phần nhiều ở những vùng đất tốt ở phần đông và nam của tiểu bang, nhất là gần sông Mississippi. Những người Arkansas có gốc Anh và Đức phần nhiều ở vùng tây bắc Ozarks gần biên giới Missouri.
Vào năm 2000, 95,0% của dân cư Arkansas 5 tuổi trở lên nói tiếng Anh ở nhà và 3,3% nói tiếng Tây Ban Nha. Tiếng Pháp là ngôn ngữ phổ biến thứ ba có 0,3% người, sau đó là tiếng Đức có 0,3% người và tiếng Việt có 0,1% người. Arkansas có nhiều người Mỹ gốc Việt do nhiều người đến trại tị nạn ở Fort Chaffee tại thành phố Fort Smith sau Chiến tranh Việt Nam.  Lưu trữ ngày 24 tháng 2 năm 2006 tại Wayback Machine